# علی مریم‌کاشانی

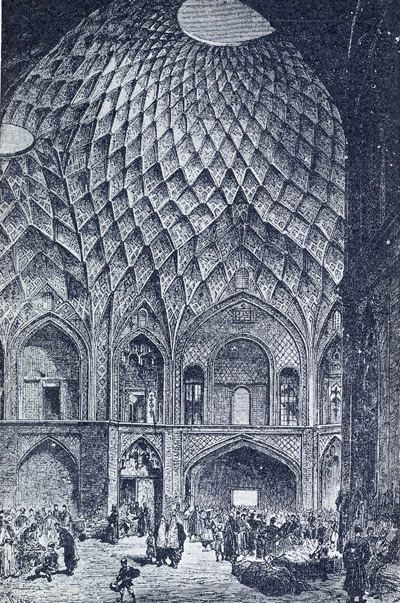
تیمچه امین‌الدوله

علی مریم‌کاشانی معمار معروف ایرانی سدهٔ ۱۳ هجری (۱۹ میلادی) می‌باشد که بناهای معروفی را در شهر کاشان طراحی نموده‌است.

## زندگی
استاد علی متولد ۱۲۳۶ می‌باشد. پدر علی مریم کاشانی که استاد محمد شیخ الاسلامی نام داشت و مادرش زنی هنرمند به نام آزاده دخت ابراهیمی از یک خاندان بزرگ و به نام شهر و فردی معمار زاده بوده‌است.
استاد علی که در زمان ساخت مسجد آقابزرگ (۱۲۶۰–۱۲۵۰ ه‍.ق) حدود ۱۰ تا ۱۵ ساله بوده‌است، به خدمت و شاگردی معمار آن یعنی استاد «حاج شعبانعلی معمار پشت مشهدی کاشانی» درمی‌آید.
خانه محل زندگی وی که همان خانه پدری بود، در گذر محمد صالح‌بیک قرار دارد. از وی فرزندی به نام «استاد عباس» به جا ماند که او نیز معمار بود.

## آثار معماری
- خانه بروجردی‌ها (۱۸۵۷ م)
- خانه طباطبایی‌ها (۱۸۴۰ م)
- کاروانسرا یا تیمچه امین‌الدوله (۱۲۸۴–۱۲۸۰ ه‍.ق)
- مسجد جامع محمدآباد مرکزی

شعر زیر بر سر در حجره‌ای در کاروانسرای امین‌الدوله در رثای وی می‌باشد:
| سنمار دوران علی مریم است |  | که استاد معماری عالم است |